# 特德羅山
82°53′S 163°0′E / 82.883°S 163.000°E
特德羅山是南極洲的山峰，位於沙克爾頓海岸，屬於伊麗莎白女王嶺的一部分，海拔高度1,490米，美國地質調查局根據測量和海軍空中照片繪入地圖。